# Abierto Mexicano Telcel 2013
Die Abierto Mexicano Telcel 2013 waren ein Tennisturnier der WTA Tour 2013 für Damen und ein Tennisturnier der ATP World Tour 2013 für Herren in Acapulco und fanden zeitgleich vom 25. Februar bis zum 3. März 2013 statt.
Titelverteidiger im Einzel waren David Ferrer bei den Herren sowie Sara Errani bei den Damen. Im Herrendoppel die Paarung David Marrero und Fernando Verdasco, im Damendoppel die Paarung Sara Errani und Roberta Vinci die Titelverteidiger.

## Herrenturnier
→ Hauptartikel: Abierto Mexicano Telcel 2013/Herren
→ Qualifikation: Abierto Mexicano Telcel 2013/Herren/Qualifikation

## Damenturnier
→ Hauptartikel: Abierto Mexicano Telcel 2013/Damen
→ Qualifikation: Abierto Mexicano Telcel 2013/Damen/Qualifikation